# James Clifford

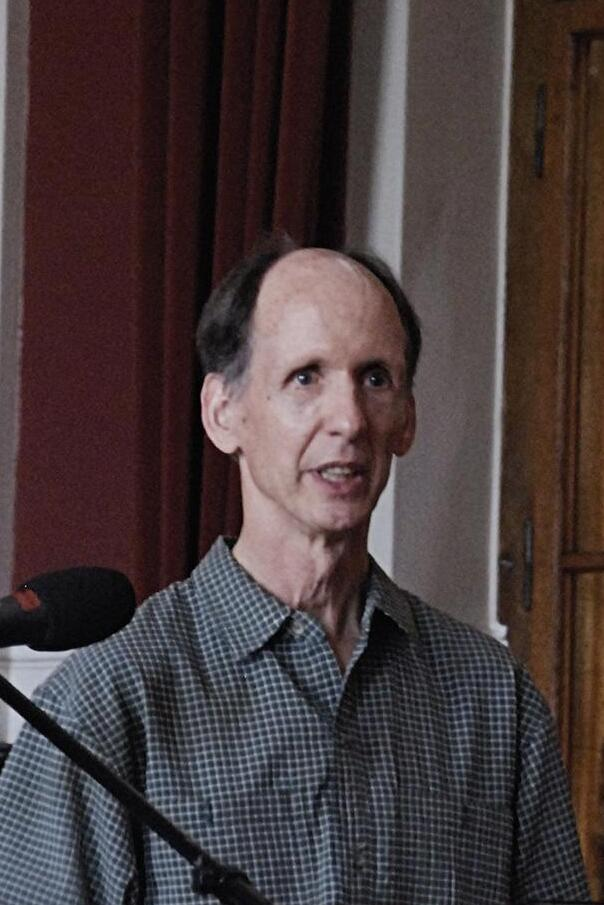
James Clifford (2012)

James Clifford (* 1945) ist ein US-amerikanischer Historiker und Anthropologe, der insbesondere mit seinen Arbeiten zur Methode der Ethnologie bekannt wurde und darum auch als Meta-Ethnologe bezeichnet wird. Er ist emeritierter Professor für History of Consciousness (Bewusstseinsgeschichte) an der University of California, Santa Cruz.

## Leben und Werk
Nach Studien am Haverford College im US-Bundesstaat Pennsylvania (A.B. 1967), der London School of Economics and Political Science und der Stanford University (M.A. 1968) wurde Clifford 1977 an der Harvard University zum Ph.D. in Europäischer Geistes- und Sozialgeschichte promoviert. Seine Dissertation schrieb er über den französischen Ethnologen und Missionar Maurice Leenhardt. Seit 1978 arbeitet er in der Abteilung für Bewusstseinsgeschichte (History of Consciousness) der University of California, Santa Cruz, zunächst als Assistant Professor, dann als Associate Professor, Full Professor und schließlich als Emeritus. Gastprofessuren führten ihn an die Yale University (1990), das University College London (1994), die École des hautes études en sciences sociales (EHESS; 2003), das John-F.-Kennedy-Institut für Nordamerikastudien der Freien Universität Berlin (2012) und die Stanford University (ab 2013).
Clifford hatte mit seinem Konzept der Writing Culture einen bedeutenden Einfluss auf die erkenntnistheoretische Neuorientierung der Ethnologie am Ende des 20. Jahrhunderts. Writing Culture beschreibt einen Prozess von Informations-Reduzierung. Dieser Prozess vom ersten Eindruck in der Feldforschung über erste Notizen und spätere Reduktion des Erfahrenen auf einige bedruckte Seiten führt laut Clifford immer zu partial truths, was als  „Teilwahrheiten“ aber auch „parteiische Wahrheiten“ verstanden werden kann. Das bedeutet, dass der beschreibende Forscher mit seiner Beschreibung nicht nur über seinen Forschungsgegenstand berichtet, sondern (wegen der Auswahl, die er trifft) auch über sich selbst. Daraus folgt laut Clifford für Ethnologen die Pflicht, über die Wahl ihrer sprachlichen Mittel und die Wirkung von Fremdbeschreibungen zu reflektieren.
2011 wurde er in die American Academy of Arts and Sciences gewählt.

## Schriften (Auswahl)

### Monografien
- Person and Myth: Maurice Leenhardt in the Melanesian World .University of California Press, 1982, ISBN 978-0520042476. (Duke University Press, 1992)
- The Predicament of Culture: Twentieth Century Ethnography, Literature and Art. Harvard University Press, 1988, ISBN 978-0674698437.
- Routes: Travel and Translation in the Late Twentieth Century. Harvard University Press, 1997, ISBN 978-0674779617.
- On the Edges of Anthropology. Prickly Paradigm Press, 2003, ISBN 978-0972819602.
- Returns: Becoming Indigenous in the Twenty-First Century. Harvard University Press, 2013 ISBN 978-0674724921.

### Herausgaben
- mit George Marcus: Writing Culture: the Poetics and Politics of Ethnography. University of California Press, 1986, ISBN 978-0520266025.
- mit Vivek Dhareshwar: Traveling Theories, Traveling Theorists. Inscriptions 5, 1989.